# Oskars Spurdziņš
Oskars Spurdziņš (ur. 22 sierpnia 1963 w Aizpute) – łotewski polityk i ekonomista, poseł na Sejm, w latach 2004–2007 minister finansów.

## Życiorys
W 1986 ukończył studia ekonomiczne na Uniwersytecie Łotwy. Następnie pracował jako zastępca głównego księgowego w fabryce mebli w Valmierze. W latach 1990–1994 pełnił funkcję przewodniczącego rady tej miejscowości. Był następnie konsultantem finansowym zrzeszenia samorządów lokalnych LPS, doradcą ministrów oraz kierownikiem projektu w LVIF, funduszu inwestycji środowiskowych. Zaangażował się w działalność polityczną w ramach Partii Ludowej. W latach 1999–2002 sprawował mandat posła VII kadencji. Później zatrudniony jako kierownik projektu w jednym z banków.
Od marca 2004 do grudnia 2007 sprawował urząd ministra finansów w gabinecie Indulisa Emsisa oraz w dwóch rządach Aigarsa Kalvītisa. W międzyczasie w 2006 uzyskał mandat posła na Sejm IX kadencji, która zakończyła się w 2010. Wycofał się później z działalności politycznej, został prezesem zarządu przedsiębiorstwa VTU Valmiera.
W 2020 odznaczony Orderem Trzech Gwiazd V klasy.